# Филгут, Рубенс
Рубенс Филгут (порт. Rubens Filguth; род. 24 марта 1956, Сан-Паулу) — бразильский шахматист, международный мастер (1983).
Вице-чемпион Бразилии 1986 года.
В составе сборной Бразилии участник 27-й Олимпиады (1986) в Дубае.

## Изменения рейтинга
| Графики недоступны из-за технических проблем. См. информацию на Фабрикаторе и на mediawiki.org. |